# Wang Lequan
Wang Lequan född i december 1944 i Shouguang, Shandong, Kina, är en kinesisk kommunistisk politiker som mest är känd för sin roll som ledande politiker i Xinjiang.
Wang gick med i Kinas kommunistiska parti 1966. Under kulturrevolutionen han karriär i Folkkommunen i sin hembygd och sedan i vidare i partihierarkin. 
Han är mest känd för sin karriär som partichef i den autonoma regionen Xinjiang. Mellan 1995 och 2010 var han partisekreterare i regionen och förste politiske kommissarie i Produktions- och konstruktionskåren i Xinjiang. Sedan 1997 är han ledamot i Centralkommittén i Kinas kommunistiska parti och 2002 i Politbyrån i Kinas kommunistiska parti.
Under Wang Lequans styre har den mesta högskoleundervisningen på uiguriska avskaffats till förmån för kinesiska och 2002 hävdade han att uiguriskan var "ur takt med 2000-talet".
Han har också tillgripit hårda metoder mot det som uppfattats som uiguriska "separatistiska" krafter och han stod bland annat bakom undertryckandet av en protest i Yining 1997, vilken blivit känt som "Ghulja-massakern". Wang Lequan anses ha gått i spetsen för en tuffare politik mot etniska minoriteter, som sedan genomförts i Tibet av partisekreteraren Zhang Qingli.
Wang åtnjöt länge stöd bland Xinjiangs hankinesiska befolkning, som han trots Kinas officiella minoritetspolitik systematiskt gynnade på uighurernas bekostnad. Detta eroderades dock hans sista år som partisekreterare, då många hankineser ansåg Wang vara korrupt och oförmögen att kontrollera den uighuriska folkgruppen.
I juli 2008 lämnade en rad pro-tibetanska grupper in en stämningsansökan till en spansk domstol mot Wang och sex andra höga kinesiska ämbetsmän för deras roll i undertyckandet av oroligheterna i Tibet 2008. Grupperna anklagar de sju för "brott mot mänskligheten" och en spansk domare har inlett en förundersökning mot de anklagade. Den kinesiska regeringen har dock avvisat den spanska förundersökningen.
Under upploppen i Ürümqi juli 2009 hade Wang ett stort ansvar för att undertrycka oroligheterna. I september 2009 demonstrerade tusentals hankineser i Ürümqi i protest mot Wang Lequans politik i regionen och krävde hans avgång. Demonstrationerna ledde till att Ürümqis partisekreterare fick avgå, men Wang Lequan fick behålla sin post. I april 2010 avgick dock även Wang, för att efterträdas av Zhang Chunxian.
Han är för närvarande vice ordförande i partiets Politisk-rättsliga kommission, vilket innebär att han politiskt ansvar för det kinesiska rättsväsendet. I likhet med andra ledamöter i kommissionen har Wang inte dock genomgått någon juristutbildning.